# Abigail Nette
Abigail Elizabeth Nette (ur. 10 listopada 1997) – amerykańska zapaśniczka walcząca w stylu wolnym. Zajęła dziesiąte miejsce na mistrzostwach świata w 2022.
Srebrna medalistka mistrzostw panamerykańskich w 2025, a także wojskowych MŚ w 2024 roku.
Zawodniczka Campbellsville University i Emmanuel College z Franklin Springs.